# バクム
バクムまたはバークム (ドイツ語: Bakum) はドイツ連邦共和国ニーダーザクセン州フェヒタ郡に属す町村（以下、本項では便宜上「町」と記述する）である。この町は、オルデンブルガー・ミュンスターラントに位置する同郡で、最も人口の少ない町である。

## 地理

### 位置
バクムはクロッペンブルガー・ゲースト（砂地の丘陵地）の南端に位置している。町域をゲーストの小川が幾本か流れている。たとえば、バクマー・バッハ川、シーレンバッハ川、シュプレダアー・バッハ川などである。いずれもフラッダー水路とラーガー・ハーゼ川を経てハーゼ川に注いでいる。地形は農耕地が多く、平らで、海抜 25-38 m の間で起伏している。

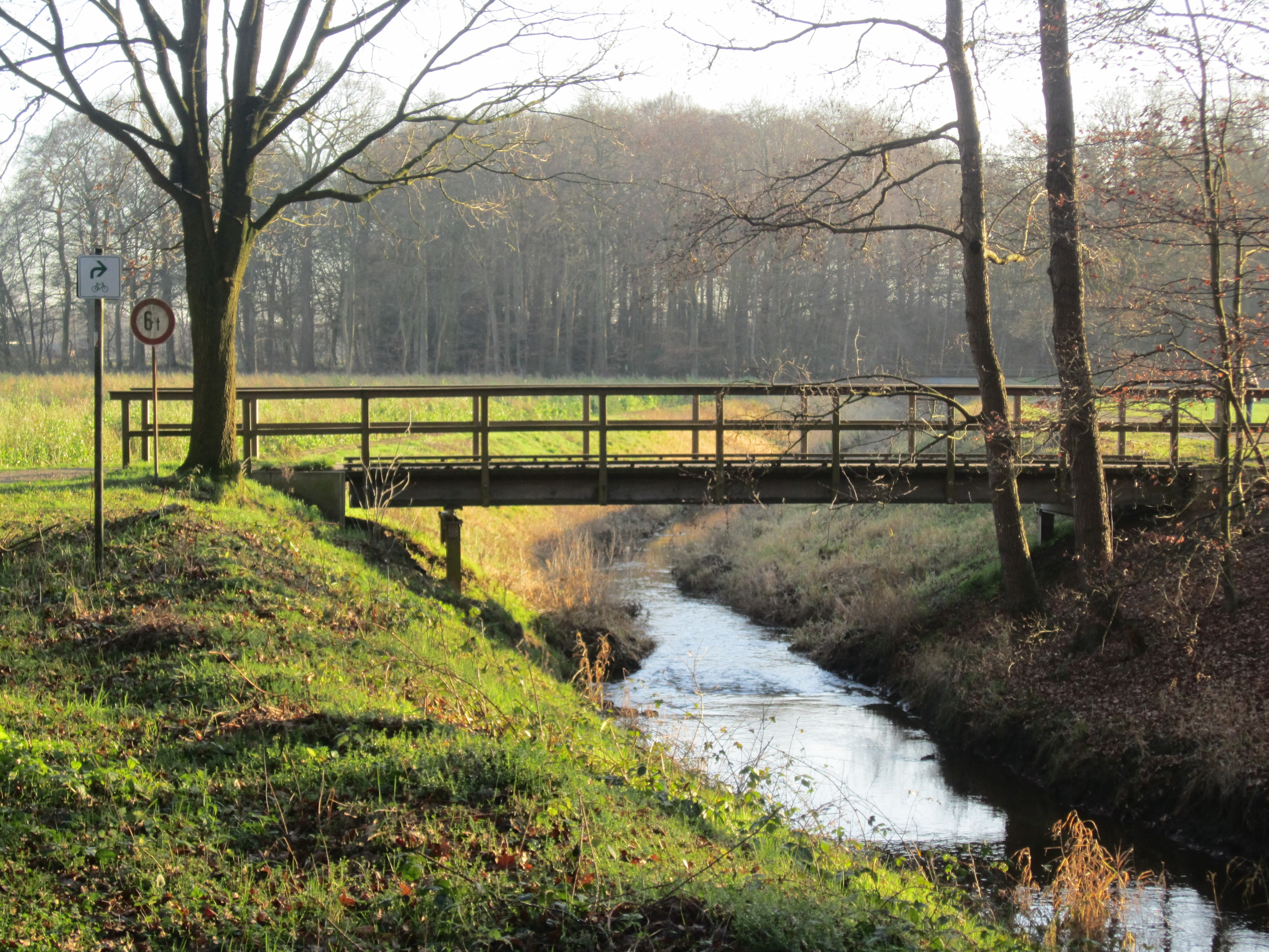
ダーレン付近のシュプレダアー・バッハ川に架かる橋

シーレンバッハ川、バクマー・バッハ川、シュプレダアー・バッハ川沿いでは、21世紀になって大規模な再自然化工事が行われ、水域のエコロジー環境向上に寄与している。

### 地質学と水文学
バクムは北ドイツ低地に位置している。バクム周辺地域は主に氷河が運んだ堆積物からなっている。最表層は更新世のロームや砂が堆積した地層である。ボーリング調査によれば、この最表層の厚さは 5-7 m である。この表層は、厚さ約 10 m のロームと泥の堆積物層によって支えられている。深さ 25-30 m の砂の層は、地下水の豊かな貯水層となっている。地下水の最も上部は深さ 2-6 m である。

### 自治体の構成
自治体バクムは、首邑であるバクムと、それに付随する集落のビュッシェル、カルム、ダーレン、エルメラーゲ、ハルメ、ハウスシュテッテ、ローエ、リュッシェ、メルシェンドルフ、モルケンシュトラーセ、シュレーデハウゼン、フェストルプ、ヴェスターバクムからなる。

### 隣接する市町村
隣接する市町村は北から時計回りに、フェヒタ、ローネ (オルデンブルク)、ディンクラーゲ、エッセン (オルデンブルク)、カペルン (オルデンブルク)である。

### 気候
この地域は、北海からの湿った北西風の影響を受け温帯海洋性気候が支配的である。ディンクラーゲの長期平均気温は8.5℃から9.0℃、平均年間降水量は約 700 mm である。5月から8月の間に平均20日から25日の夏日がある。

## 歴史
カール大帝は、新たに征服したザクセン人をキリスト教に改宗させるために、780年に9つの宣教区を設けた。フィスベーク宣教区にはゲルベルト・カストゥス修道院長（オルデンブルガー・ミュンスターラントの使徒と呼ばれる）によって、周辺地域で最初の教会組織が成立した。バクムの洗礼者聖ヨハネ教会は、レリガウ南西部で最も古い教会の1つに数えられる。
最初に文献に記録された農場は、現在のエルメラーゲとハウスシュテッテンが890年、現在のカルムが970年頃である。11世紀に初めて Becheim という地名が現れ、ラテン語化された Bachum を経て、Bakum に変化した。

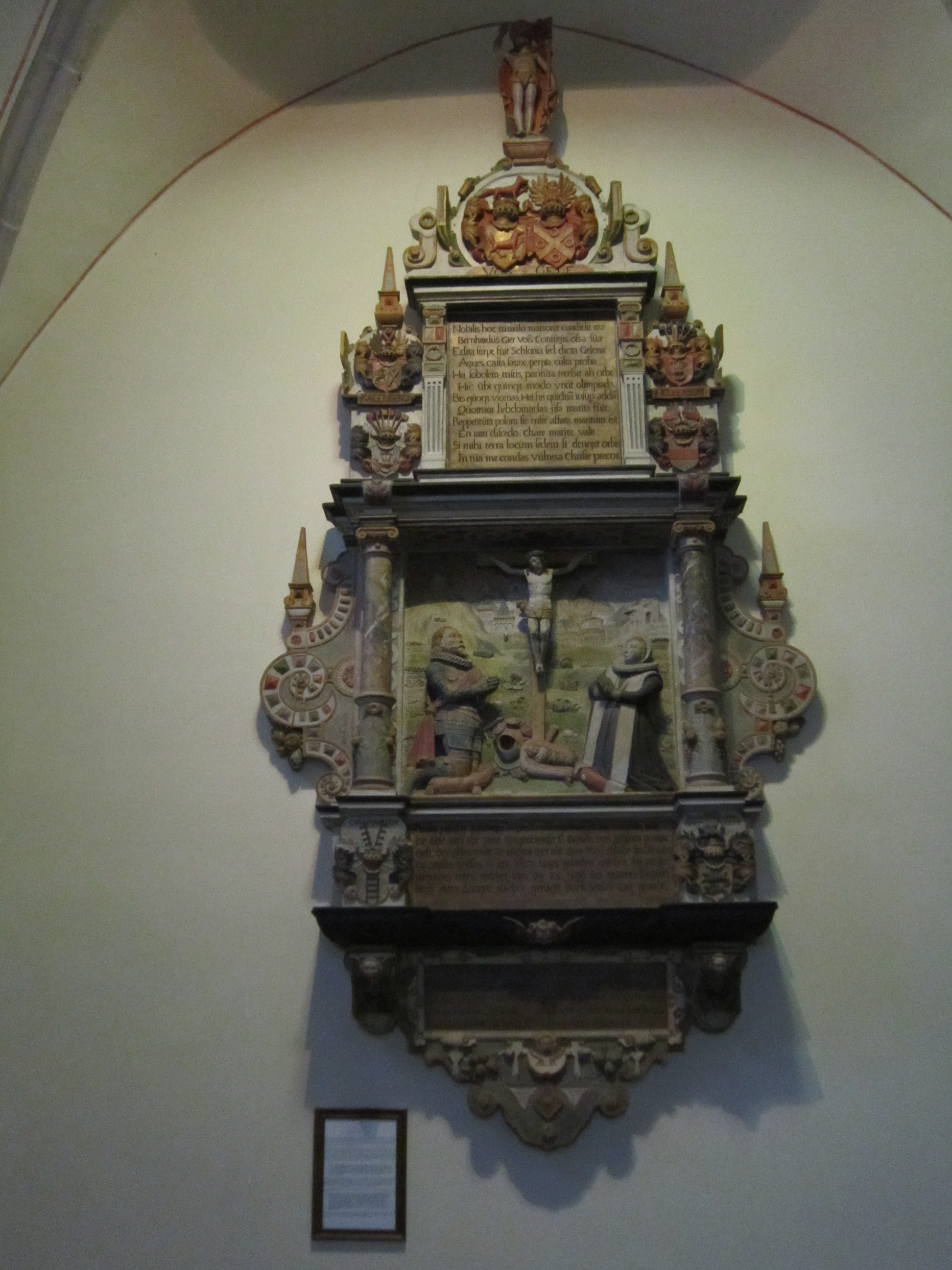
洗礼者聖ヨハネ教会に掲げられたフォス家の墓碑

バクム町内には13世紀まで9つの貴族の所領があった。その後所領の数は1つにまで減少した。グート・ダーレンがそれである。湿地で通行が困難な低地にあり盗賊騎士の城となっていたローエのローブルクは、その怪しげな評判のために、1374年にミュンスター司教領フローレンツ・フォン・ヴェフェリングホーフェンによって破壊された。貴族フォス家の男系家系が断絶したことにより、グート・バクムは非貴族の手に渡った。フォス家の墓碑は、教区教会である洗礼者聖ヨハネ教会の入口に掲げられている。
1769年の「アムト・フェヒタ土地台帳」には、キルヒシュピール・バクム（バクム教会区）に以下の7つの「騎士領」が記載されている。括弧内は当時の所有者である。
- バクム騎士領（アッシェベルク家（ドイツ語版））
- ダーレン騎士領（フライダーク家）
- ハルメおよびノルベルディング騎士領（ガーレン家（ドイツ語版、英語版））
- ローエ騎士領（ブッシェ家）
- ズートホルト騎士領（プレッテンベルク家（ドイツ語版、英語版））
- ズートホルト・ラーデン騎士領（カトリック教会）[7]

## 住民

### 宗教
住民の大多数がローマ＝カトリックを信仰しており、洗礼者聖ヨハネ教区を形成している。フェストルプの聖フィトゥス教会、リュッシェの聖ヨーゼフ教会、カルムの福音記者聖ヨハネ教会は、バクムの教区の支教会である。この教区は、ミュンスター司教区フェヒタ首席司祭区に属している。福音主義ルター派のキリスト教徒たちは、ゲッセマネ教会区を形成している。ゲッセマネ教会の教会堂は、Typ D のバルトニング緊急教会（第二次世界大戦後の教会堂不足を補うためにオットー・バルトニングによって建設された画一的な教会堂）である。ゲッセマネ教会は、福音主義オルデンブルガー・ミュンスターラント教会クライスに属している。
ニーダーザクセン統計局が行った人口調査 Zensus 2011 によれば、住民の 80.1 % がローマ＝カトリック、11.2 %が福音主義の教会に属しており、8.6 % がその他の宗教を信仰するか無宗教である。

## 行政

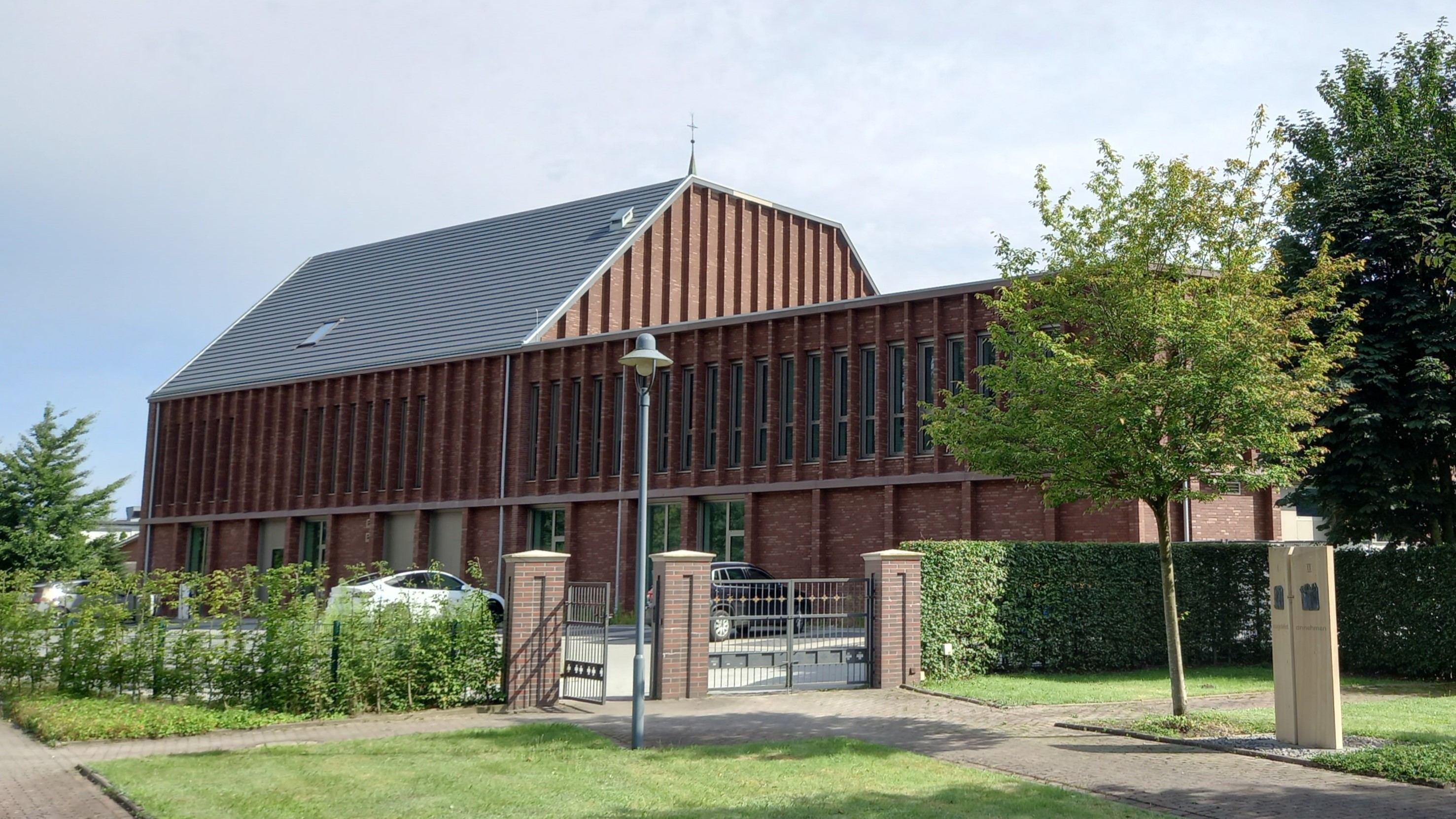
バクムの町役場

### 議会
バクムの町議会は、18議席からなる。これは、ニーダーザクセン州における人口6,001人から7,000人の自治体の議員定数である。
この他に専任の町長が議会における投票権を有している。

### 首長
1987年からゲマインデディレクター（行政責任者）を務めていたハンス・レーマン (CDU) が2005年に初代の専任町長に選ばれた。連邦議会選挙と同日に行われた2013年9月22日の町長選挙で、トビアス・アーヴァーベック (CDU) が 79.40 % の支持票を獲得して新たなバクム町長に選出たれた。彼は2013年12月1日に町長に就任し、2021年の選挙で再選された。

### 紋章
図柄: 金地。黄色い金具と1対の赤い羽根飾りをつけた青い面兜。羽根飾りの間上部に青い斜め十字または斜めのものが浮かんでいる。配色はオルデンブルクの古い配色である黄色と赤（これはミュンスターの古い配色でもある）を新しいオルデンブルクの色である青の背景に組み合わせたものである。

### 旗
バクムの街の旗と配色は、黄 - 赤である。

## 文化と見所

### 建築

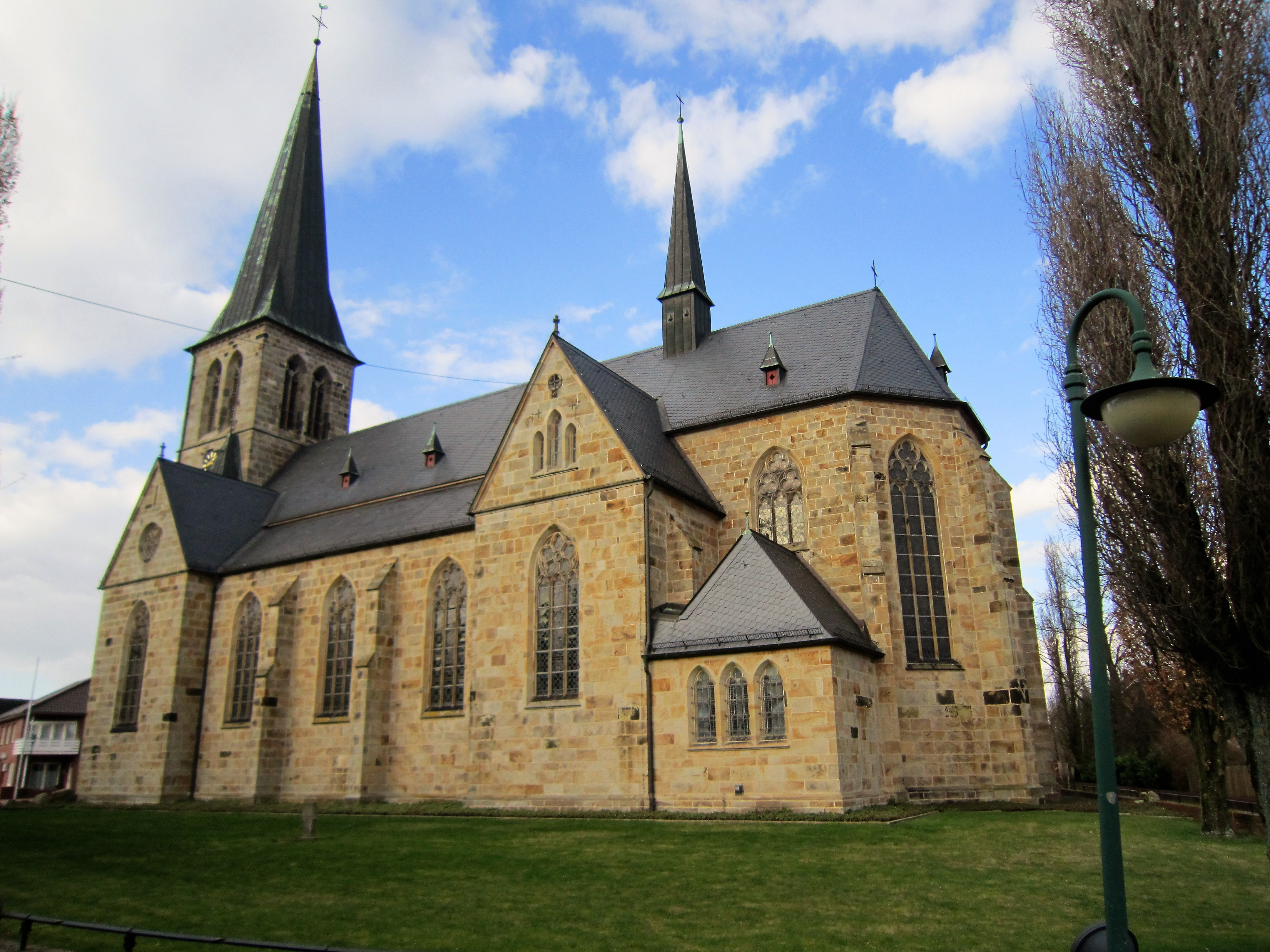
洗礼者聖ヨハネ教会

#### 教会
カトリック教会:
- バクムの洗礼者聖ヨハネ教会。1906年建造、ネオゴシック様式。
- フェストルプの聖フィトゥス教会。教会堂 1772年、教会塔（ドイツ語版、英語版） 1853/56年、説教壇 1591年建造。
- カルムの福音記者聖ヨハネス教会。1890/91年建造。
- リュッシェの聖ヨーゼフ教会。1864/65年建造、1934年頃増築。

福音主義教会:
- ゲッセマネ教会。1951年建造。バルトニング緊急教会である。

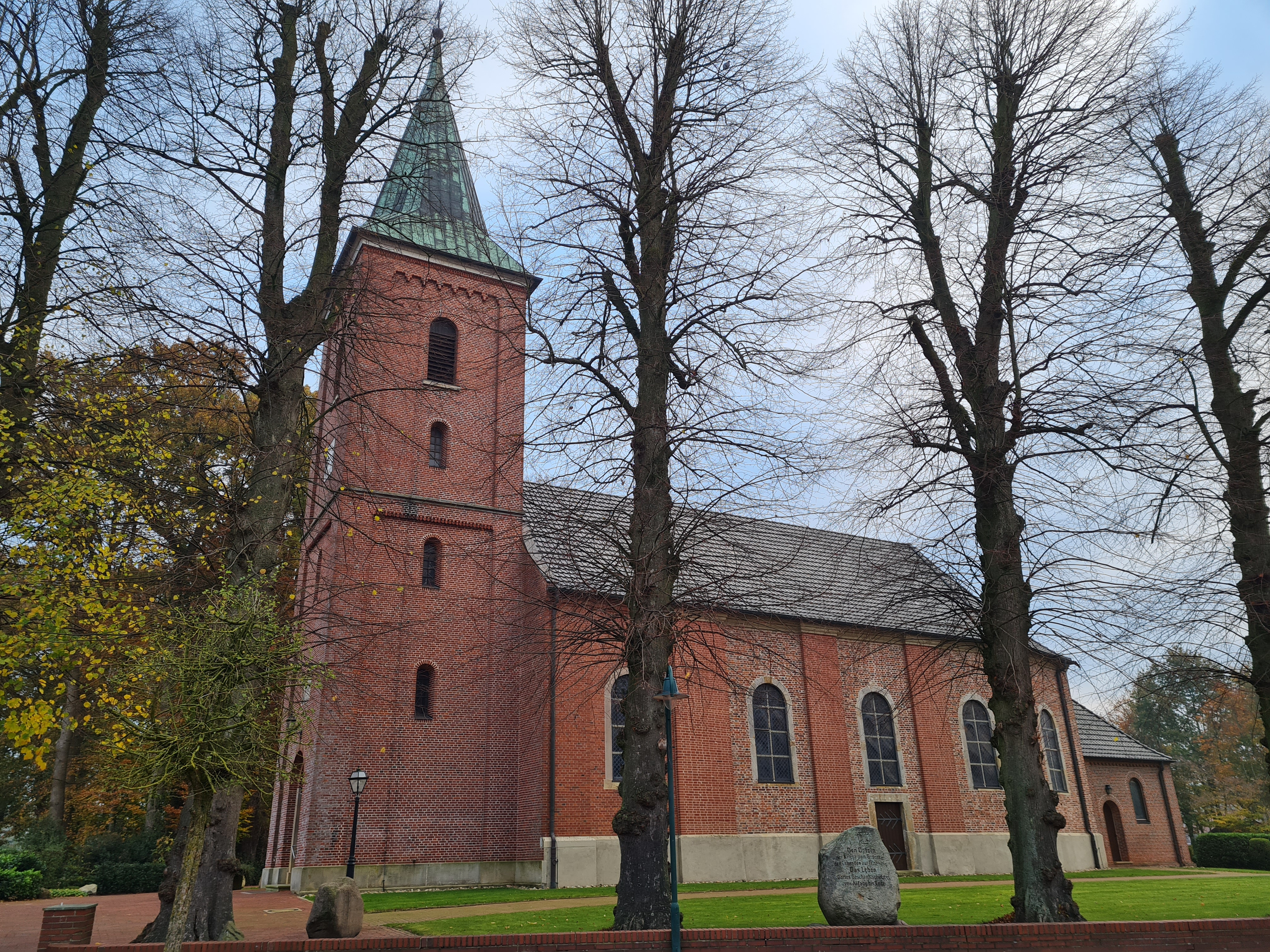
フェストルプの聖フィトゥス教会
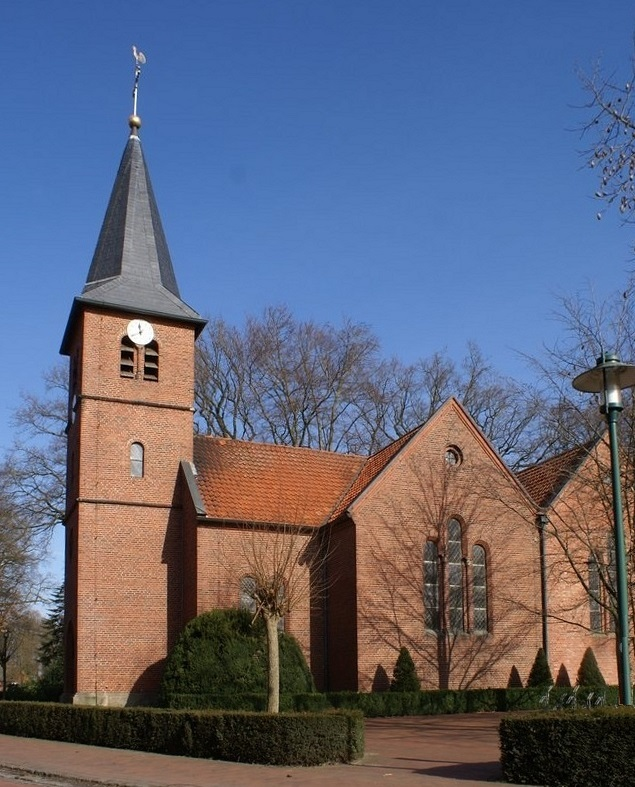
リュッシェの聖ヨーゼフ教会
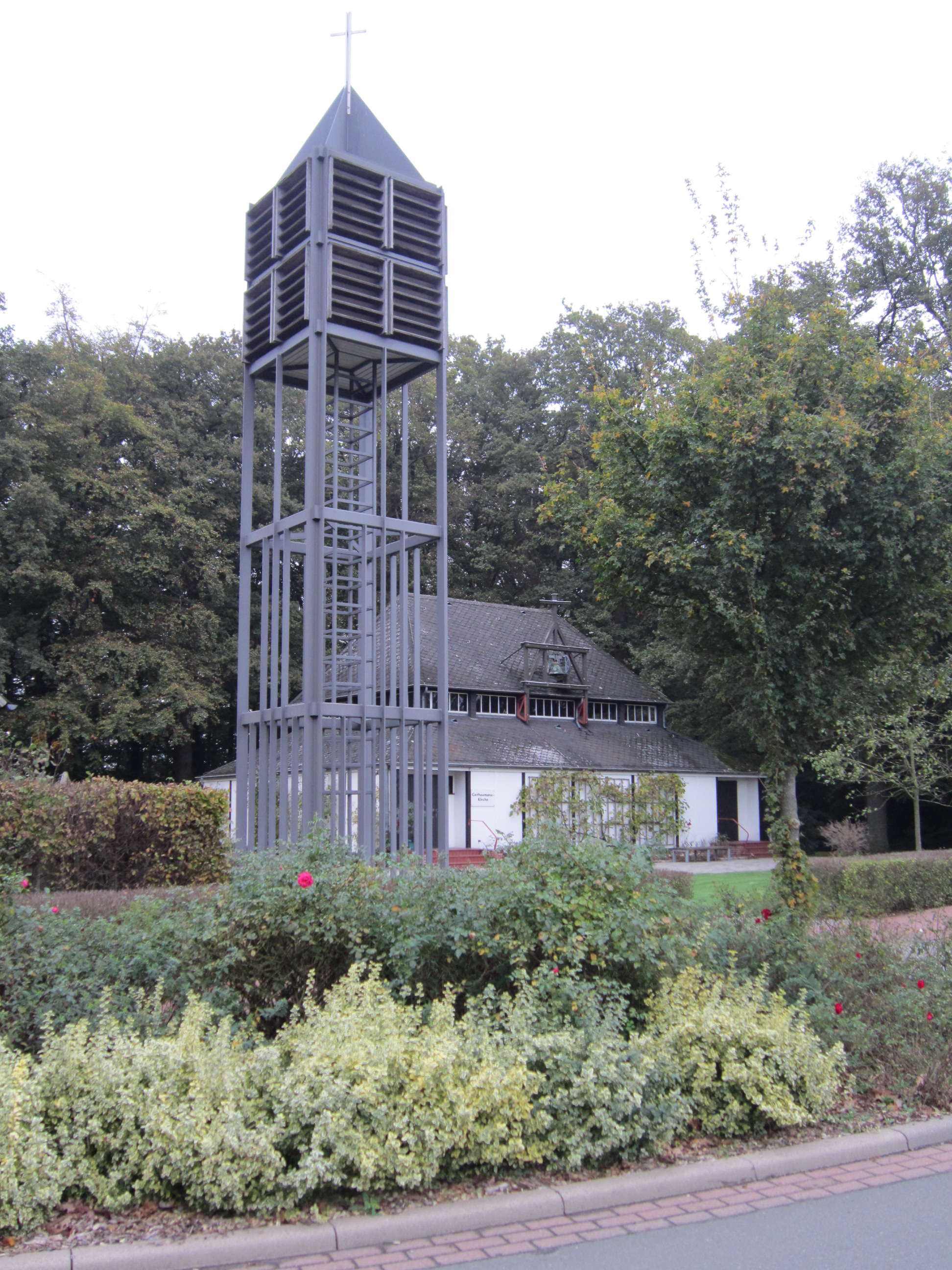
福音主義ゲッセマネ教会

#### 貴族館
- ダーレン地区のダーレン館。バクムにかつて9つあった貴族館のうち唯一、元来の所有者である貴族家フライダーク家が所有している[13]。主館は1752年にゲオルク・ヴィルヘルム・フォン・フライダーク男爵によって現在の姿に造られた[14]。義弟にあたる「ほら吹き男爵」ヒエロニムス・フォン・ミュンヒハウゼンは、このダーレン館の外階段で乗馬をしてみせたとされる。ミュンヒハウゼン男爵の妹アナがフライダークの2番目の妻である。ゲーデンス出身のフライダーク家は、1742年の出産の際に亡くなった最初の妻ゾフィア・ヨハンナ・フォン・シャーデからこの所領を相続した。ゾフィアの父親オットー・シャーデ・ツー・フントローゼンは1728年に、母方の伯父であるカスパー・ヘルボルト・コブリンクの相続人になった。コブリンク家は15世紀末からダーレンをルッテン家とともに分割して所領していた。これはおそらく14世紀後半に水城を築いたジュートホルテ家（またはズートホルト家）の遺領であったとされている。ダーレン館の敷地内にはレンガ焼き博物館がある（レンガ工場「オルフライ」がこの敷地にある）。

#### その他の建築
- バクム:
  - 旧穀物酒蒸留所
  - 歴史的なパン焼き小屋。バクム郷土協会によって復元された。
  - 町役場。2024年完成。
- フェストルプ
  - 古い石畳の村通り沿いに多くの保存された木組みの農家や付属建築が建ち並ぶ家並み。

### 公園と森林

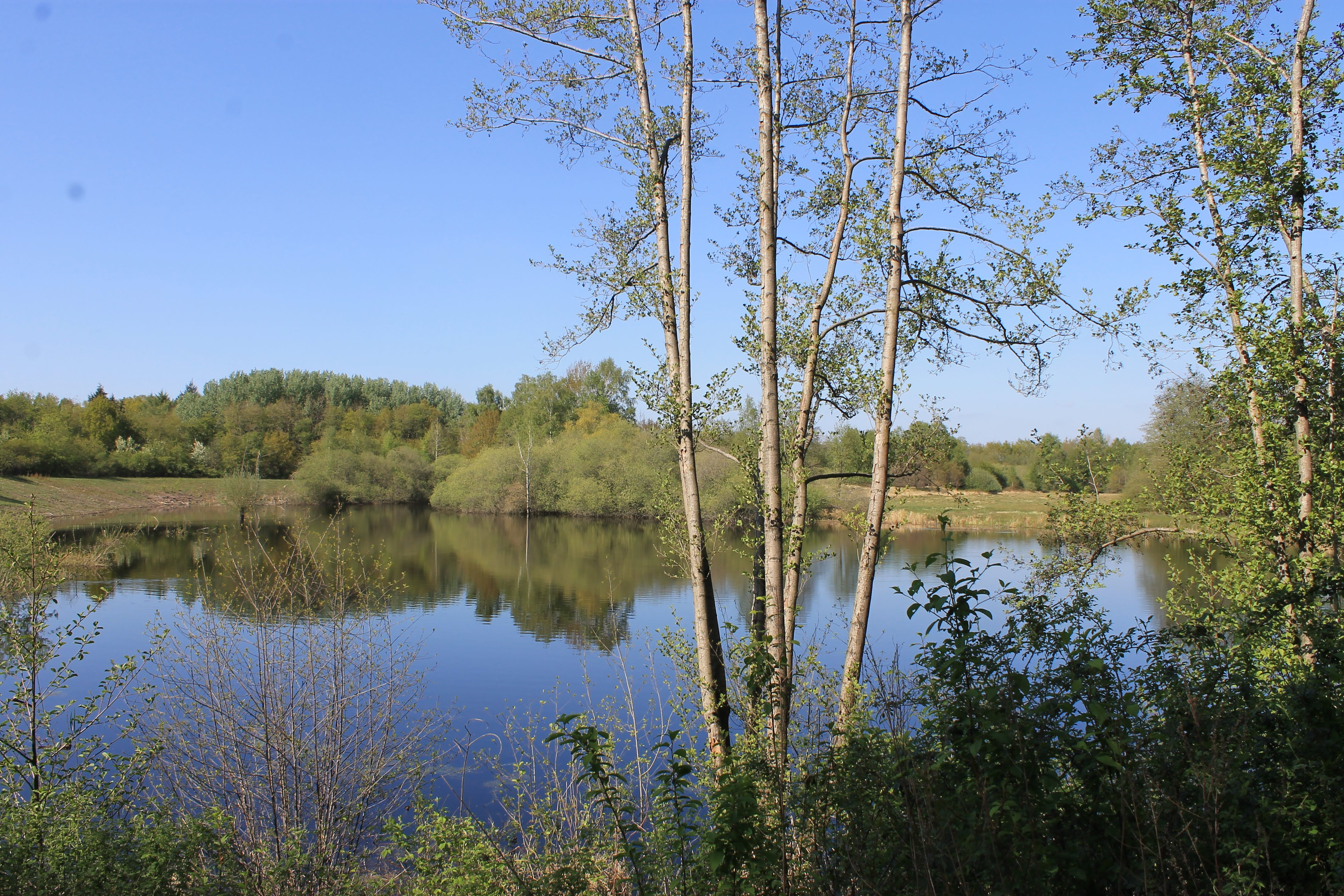
ポルダー・リュッシェ自然保護区

教区教会の北北西にドルフパルク（直訳: 村の公園）が整備されており、その中をバクマー・バッハ川が流れている。この川はフラッダー水路に注ぐ前にハルメ川に流れ込み、釣り人に人気の池を形成している。池の周りは散歩道になっている。
フェヒタアー通りとボーケルナー・ダムの駐車場の間、ボクム南東部全域に多くの遊歩道がある。シュプレダアー・バッハ川やフラッダー水路に沿ったの遊歩道は、一部はダーレンの森を通り、一部は開けた景観の中を通る。ダーレン農場の約 187 ha の森の近くに、景観保護区に指定されている広さ 30 ha のハルメの森がある。

### 自然保護区
町の西部、リュッシェ地区とカルム地区との間に、広さ約 40 ha のポルダー・リュッシェ自然保護区がある。氾濫原は、水面が約 20 ha あり、その変化に富んだ水や植生の構造により、様々な動物種の生息域となっている。

### クラブ
バクムの文化生活は、約40のクラブが強く担っている。バクムには、3つのスポーツクラブ、2つの郷土教会、3つの音楽クラブ、多くの合唱団がある。

### スポーツ
バクムには、サイクリングや散策の機会が多くある。自転車道や遊歩道がよく整備されている。町内には2つの森と多くの水域がある。地元のスポーツにおいて重要なのは、SCバクム、SCカルム、BWリュッシェの3つのスポーツクラブである。

### 年中行事
2002年から „UMSONST & DRAUSSEN“（無料の野外音楽フェスティバル）シュターツフォルステン・オープン＝エアがバクム/ビュッシェルで開催されていた。1986年に初めてシュターツフォルステン（クロッペンブルク市の地区）で開催されたこのフェスティバルの使命は、無料で、新人バンドや地域のバンドに多くの観客の前で演奏する機会を与えることであった。毎年8月初めに開催されるこのフェスティバルには、5000人の観客が訪れた。2024年現在最後のこのフェスティバルは、2017年7月に開催された。

## 経済と社会資本
オルデンブルガー・ミュンスターラント全域がそうであるように、バクムでも近年の構造変化にもかかわらず地元農業が以前と変わらず農業が経済において重要な役割を担っている。農業経営が地元の食品産業の基盤を形成している。これ以外では、中小の手工業者やサービス業者がこの地域の経済を特徴付けている。

### 地元企業
リュッシェにはズーディング・セメントおよび合成樹脂工場 GmbH が本社を置いている。ズーディングは多くの拠点で合計200人以上を雇用している。穀物酒蒸留所マイスターマン（1793年創業）がある。ホーピング農業機械社は、50人以上を雇用している。

### 交通
バクムは連邦アウトバーン1号線沿いに位置しており、ルール地方や北海方面への交通の便が良い。ブレーメン空港やミュンスター/オスナブリュック空港へもこのアウトバーンを利用して短時間で行くことができる。国際航空はハノーファー空港やハンブルク空港を利用するが、どちらも車で2時間ほどの距離である。最寄りの大陸間航空路の空港はアムステルダムにある（3時間の距離）。
公共近郊交通は、フェヒタ郡交通共同体のバス路線が担っている。フェヒタ郡は、さらにデマンド型近郊交通サービス Moobil+ によって、定時運行の公共交通やノルトヴェストバーンを補完している。
バクムの駅は、1965年に鉄道フェヒタ - クロッペンブルク線の営業停止とともに廃止され、路線設備は撤去された。最寄りの駅はフェヒタとローネにある。

### 教育
バクム町内には基礎課程学校 2校、オーバーシューレ 1校、幼稚園 4園がある。この他にバクムには、ハノーファー獣医科大学の施設がある。

## 人物

### ゆかりの人物
- アンスガー・ブリンクマン（ドイツ語版、英語版）（1969年 - ）サッカー選手。バクムで育った。

## 関連図書
- Werner Kuper (1990), “Aus Becheim wurde Bakum”, Jahrbuch für das Oldenburger Münsterland 1991 (Vechta):  pp. 5–26
- Clemens Arkenstette (1992), Das mittelalterliche Kirchspiel Bakum, Bakum
- Franz-Josef Göttke (2002). Die Straßen in Bakum: Ihre Namen und deren Deutung; ein Beitrag zur Heimatgeschichte der Gemeinde Bakum. Bakum
- Loher Dorfgemeinschaft, ed (2019). Moin ich komme aus Lohe: Geschichte und Geschichten. Loher Dorfchronik 2019. Lohe
- Manfred Balzer (2021). Abt Castus von Visbek. Aufsatz. 8. pp. 7–63, 41–44.

### 訳注
1. ↑  1987年以前は二頭制で、町長は儀礼上の職務を行う名誉職であり、ゲマインデディレクターが行政の執行責任者であった。